# 粗糙红景天
粗糙红景天（学名：Rhodiola scabrida）为景天科红景天属的植物，是中国的特有植物。分布于中国大陆的云南、四川等地，生长于海拔3,200米至4,760米的地区，常生于山坡岩缝中，目前尚未由人工引种栽培。

## 别名
糙景天（拉汉种子植物名称）